# Візантійський Землеробський закон
Візантійський Землеробський закон (Аграрний закон) — збірник норм візантійського права, що регламентував правові відносини у сільській громаді, безцінне юридичне джерело VII-VIII століть.
Сенс багатьох статей Землеробського Закону зводився до захисту права власності власника на його наділ. Селянин зберігав право на свою ділянку навіть у разі вимушеного відходу з села. Передбачалася купівля-продаж землі, можливість обміну земельними ділянками на певний термін і назавжди, можливість передачі землі в обробку іншим особам на різних умовах, права власника закладати свою землю за гроші. 